# Bengt Strömgren
Bengt Georg Daniel Strömgren (21 janvier 1908 - 4 juillet 1987) est un astronome et astrophysicien danois. Il est président de l'Académie royale danoise des sciences et des lettres de 1969 à 1975 et président de l'Union astronomique internationale de 1970 à 1973. Son nom est attribué aux sphères de Strömgren qu’il découvre et décrit, ainsi qu’à un système de photométrie photoélectrique qu’il invente.

## Biographie
Strömgren naît à Göteborg. Il est le fils d'Hedvig Strömgren (née Lidforss) et de Svante Elis Strömgren (en), professeur d'astronomie à l'université de Copenhague et directeur de l'observatoire de cette université. Bengt grandit dans la maison des professeurs, entouré de scientifiques, d'assistants, d'observateurs et d'invités. Son père le mène vers une vie vouée à la science et Bengt publie son premier article à 14 ans. Il entre à l'université en 1925 et obtient ses diplômes en astronomie et physique atomique deux ans plus tard et son doctorat avec mention en décembre 1929 à 21 ans.
Il apprend beaucoup en physique théorique de ses études à l'institut Niels Bohr et souhaite mettre en application les découvertes récentes en théorie des quanta en astronomie. Des questions de népotisme se posent quand il tente d'obtenir un poste d'assistant en 1925, poste qu'il n'obtient que l'année suivante.
Engagé pour donner des conférences à l'université à partir de 1932, Strömgren est invité à l'université de Chicago en 1936 par Otto Struve. Après 18 mois, il retourne au Danemark et succède à son père en 1940. Durant les cinq années d'isolement sous l'Occupation allemande, il commence la construction de l'observatoire Brorfelde. Après la guerre, Bengt se lasse du manque de fonds pour le projet et finit par quitter la recherche danoise en 1951.
En arrivant aux États-Unis, il devient directeur de l'observatoire Yerkes et McDonald où il reste six ans. En 1957 il devient le premier professeur d'astrophysique théorique à l'Institute for Advanced Study, occupant le bureau d'Albert Einstein. Il reste à Princeton avec sa famille jusqu'en 1967, date à laquelle il retourne au Danemark. Il meurt en 1987.
Strömgren fait d'importantes contributions en astrophysique. Il découvre que la composition des étoiles est très différente de celle présumée jusqu'alors. À la fin des années 1930, il montre que l'abondance relative de l'hydrogène est de près de 70 % et celle de l'hélium de 27 %. Juste avant la guerre, il découvre ce qu'on appelle désormais les sphères de Strömgren : de vastes sphères d'hydrogène ionisé entourant les étoiles. Dans les années 1950 et 1960, il invente une technique de photométrie photoélectrique utilisant quatre couleurs, désormais nommé le système photométrique de Strömgren.

## Distinctions et récompenses
- Médaille Bruce en 1959
- Médaille d'or de la Royal Astronomical Society en 1962
- Henry Norris Russell Lectureship en 1965
- l'astéroïde (1846) Bengt et (1493) Sigrid d'après le nom de sa femme